# アトランティス・ザ・パーム

アトランティス・ザ・パーム（Atlantis, The Palm）はアラブ首長国連邦のドバイの人工島「パーム・アイランド」（パーム・ジュメイラ）に位置する高級リゾートホテル。

## 概要
伝説の大陸「アトランティス」をモデルに、バハマのナッソーにあるアトランティス・パラダイス・アイランドの姉妹ホテルとして2008年9月24日に竣工。11月20日にグランドオープンを行い、パーム・アイランド全体で大花火を打ち上げた。
ホテルは全体で1539室。また、アトランティスをモデルとしたテーマパークや会議場などが備えられている。

## ギャラリー

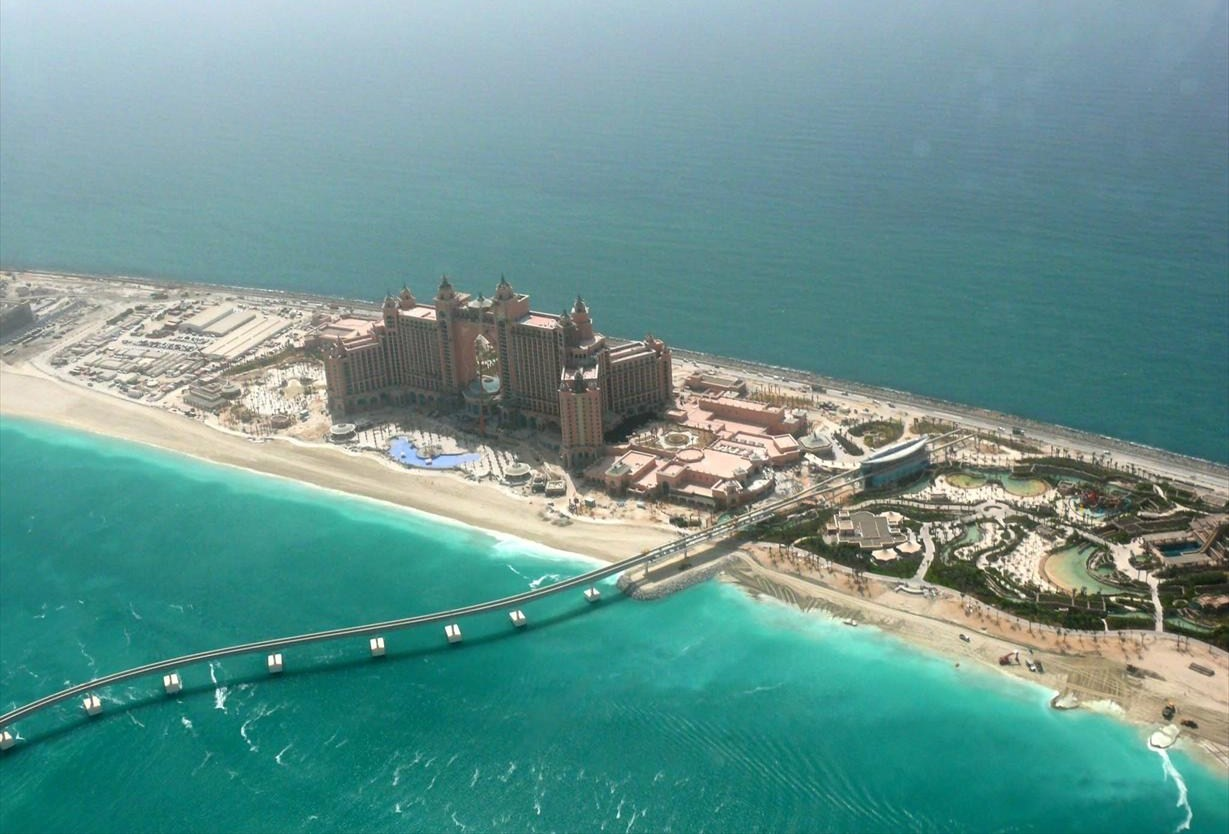
アトランティス・ザ・パーム。海上に伸びているのは対岸のジュメイラとを結ぶジュメイラ・モノレール
アトランティスの天井
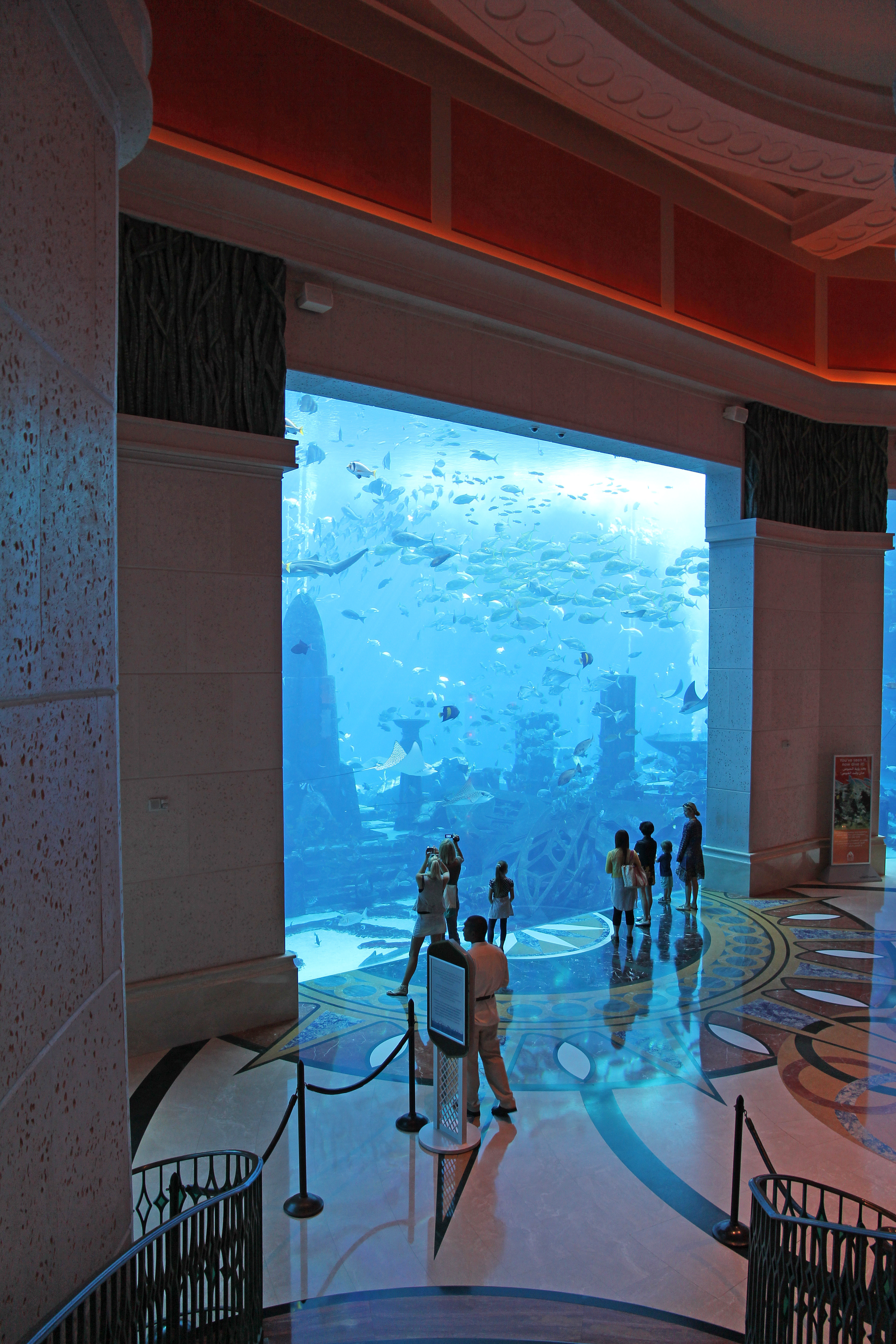
ホテルのアクアリウム「ロストチェンバー水族館[4]」